# Derechos de autor en Corea del Sur
Los derechos de autor de Corea del Sur están regulados por la Ley de derechos de autor de 1957. La misma ha sido modificada en distintas ocasiones, con una revisión reciente de 2009 que introdujo una política de tres avisos por infracción de derechos de autor en línea. 

## Historia
El concepto de derecho de autor apareció por primera vez en los escritos coreanos en 1884. La historia de la ley coreana de derechos de autor data de 1908, cuando durante la ocupación de Corea, la ley japonesa de derechos de autor se extendió a los territorios coreanos en forma de tratado internacional entre los Estados Unidos y Japón sobre la protección de la propiedad industrial en Corea. La ley japonesa sobre derechos de autor se utilizó en Corea hasta 1957. La principal legislación coreana sobre derechos de autor hasta la fecha, la Ley de Derechos de Autor de 1957, fue promulgada el 28 de enero de ese año. Esta protegió las obras durante 30 años después de la muerte del autor, e incluyó disposiciones de uso justo. Las revisiones posteriores también abordaron cuestiones como los derechos morales.
La ley ha tenido 14 enmiendas, incluidas dos consolidaciones (en 1986 y 2006). La ley de 1986 amplió la duración de los derechos de autor a 50 años después de la muerte del autor e introdujo otras modificaciones, armonizando la ley de derechos de autor coreana con la Convención Universal sobre Derecho de Autor. Sin embargo, las disposiciones transitorias establecidas en el apéndice de la ley de 1986 señalaron que la nueva ley (y, por lo tanto, su plazo más largo) no se aplicaba a las obras cuyo plazo de derechos de autor según la ley anterior ya había expirado. A partir de 1999, los actos de infracción penal de los derechos de autor se castigaban con una pena de prisión de hasta tres años y una multa de hasta tres millones de won.
La revisión de 2009 otorga al gobierno (representado por el Ministerio de Cultura, Deporte y Turismo de Corea y  la Comisión de Derechos de Autor de Corea) el poder de eliminar reproducciones ilegales, notificar a los infractores de derechos de autor y suspender su acceso en línea, y es una implementación de la política de las tres advertencias. El artículo 133bis de la Ley de derechos de autor de Corea permite a la Comisión de derechos de autor del país solicitar que los proveedores de servicios de Internet suspendan las cuentas de los infractores reincidentes por compartir archivos, según lo determine la Comisión, durante seis meses, y que actualicen esta solicitud a una demanda si el Ministerio se involucra; el ISP tiene que seguir la demanda respaldada por el Ministerio o enfrentarse a una multa. Sin embargo, las cuentas de correo electrónico de los usuarios no deben suspenderse.
En 2011, la ley de derechos de autor fue modificada de manera controvertida como condición previa al Tratado de Libre Comercio entre Corea del Sur y Estados Unidos. Los cambios introdujeron el concepto de uso legítimo, con el fin de poner un límite a las excepciones a los derechos de autor.
En general, la legislación sobre derechos de autor en Corea se ha vuelto cada vez más restrictiva. En la década de 1950, la opinión pública nacional no consideraba que actos como copiar un libro fueran equivalentes a robar. La ley de 1957 se implementó muy raramente, y fue solo después de las revisiones de 1986 que esto cambió. Desde entonces, la ley coreana ha sido enmendada en numerosas ocasiones para proteger los intereses de diversas industrias que crean obras protegidas por derechos de autor y hacer que la ley coreana esté más en línea con las normas internacionales, como las de la Organización Mundial de la Propiedad Intelectual. El número de casos y fallos de derechos de autor ha aumentado significativamente desde 1986. Kyu Ho Youm señaló que desde la década de 1980, la ley de derechos de autor se ha transformado "de una noción legal en gran parte ignorada a un concepto muy debatido dentro y fuera de los tribunales".
Si bien la ley de derechos de autor de Corea tiene algunas características únicas, se ha basado en gran medida en ejemplos extranjeros, en particular de los Estados Unidos.
La Libertad de panorama en Corea está limitada con respecto a las obras de arte en lugares públicos que no pueden distribuirse con fines comerciales.

## Crítica
La ley de 2009 ha generado una serie de críticas, incluso de organizaciones como Electronic Frontier Foundation. Los críticos argumentan que la ley actual otorga demasiado poder a los titulares de los derechos de autor, lo que puede dañar la competitividad y la cultura coreanas, y de facto limita la libertad de expresión y, por lo tanto, aumenta la censura de Internet en Corea del Sur. Cientos de usuarios coreanos se han desconectado de internet después de no tres, sino una advertencia; "la mitad de los suspendidos estaban involucrados en la infracción de material que costaría menos de 90 centavos de dólar". En marzo de 2013, la Comisión Nacional de Derechos Humanos de Corea recomendó que se volviera a examinar la ley de 2009, señalando que sus beneficios están mal documentados, mientras que plantea serias preocupaciones a las cuestiones relacionadas con la expresión cultural y los derechos humanos.